# Neven Mimica
Neven Mimica (ur. 12 października 1953 w Splicie) – chorwacki polityk i dyplomata, parlamentarzysta, w latach 2001–2003 minister ds. integracji europejskiej, w latach 2011–2013 wicepremier, od 2013 do 2019 komisarz Unii Europejskiej.

## Życiorys
Ukończył studia ekonomiczne na Uniwersytecie w Zagrzebiu. Uzyskał następnie stopień doktora nauk ekonomicznych. W latach 1979–1997 pełnił szereg funkcji urzędniczych w organach administracji publicznej odpowiedzialnych za sprawy międzynarodowe i politykę handlu zagranicznego. W latach 90. był m.in. radcą w ambasadzie w Kairze i ministrem pełnomocnym w Ankarze. Od 1997 był jako asystent ministra gospodarki głównym negocjatorem z ramienia chorwackiego akcesji do Światowej Organizacji Handlu oraz układu stowarzyszeniowego z Unią Europejską.
28 września 2001 wszedł w skład pierwszego rządu Ivicy Račana, objął stanowisko ministra ds. integracji europejskiej, z którego zrezygnował Ivan Jakovčić. 30 lipca 2002 utrzymał to stanowisko w drugim gabinecie tego samego premiera, zajmując je do 23 grudnia 2003. Był rekomendowany przez Socjaldemokratyczną Partię Chorwacji, do której wstąpił w 2004.
W wyborach parlamentarnych w 2003 i w 2007 uzyskiwał mandat posła do Zgromadzenia Chorwackiego. Został wiceprzewodniczącym parlamentu VI kadencji. W wyborach w 2011 ponownie został wybrany na posła z ramienia zwycięskiej Koalicji Kukuriku. 23 grudnia 2011 objął urząd wicepremiera w rządzie Zorana Milanovicia.
1 lipca 2013, po wejściu Chorwacji do Unii Europejskiej, został członkiem Komisji Europejskiej jako komisarz ds. polityki konsumenckiej. W 2014 stał na czele listy wyborczej koalicji centrolewicowej w wyborach europejskich, zrezygnował z objęcia mandatu. Pozostał w nowej Komisji Europejskiej, na czele której stanął Jean-Claude Juncker (od 1 listopada 2014). W jej ramach otrzymał nominację na komisarza ds. współpracy międzynarodowej i rozwoju. Zakończył urzędowanie wraz z całą KE w 2019.